# Concerto para violino e violoncelo
O Concerto para violino e violoncelo em lá menor, opus 104, também conhecido como Concerto Duplo, é uma obra de Johannes Brahms.
Foi composto em suas férias de verão de 1887, passadas na Suíça. A obra cumpria uma promessa de Brahms ao violoncelista Robert Hausmann de que comporia uma obra para ele executar, e ao mesmo tempo pretendia recuperar a amizade com o violinista Joseph Joachim. O processo de composição deu ensejo a uma longa correspondência entre Brahms e Joachim. A estreia ocorreu privadamente no mesmo ano, com Brahms na regência e Joachim e Hausmann como solistas. A primeira audição pública ocorreu em 18 de outubro em Colônia, com os mesmos artistas. Dividido em três movimentos (Allegro, Andante e Vivace non troppo), é o menos executado dos concertos de Brahms, mas não obstante é tido em alta consideração como uma das obras-primas do seu período de maturidade e uma das melhores de toda a sua carreira, e um dos maiores representantes de seu gênero. São especialmente apreciados o vigoroso diálogo entre os solistas, o intenso lirismo romântico da música, a beleza das melodias, a poesia do movimento central e as ricas texturas orquestrais.